# 例題
| ウィキペディアには「例題」という見出しの百科事典記事はありません（タイトルに「例題」を含むページの一覧/「例題」で始まるページの一覧）。 代わりにウィクショナリーのページ「例題」が役に立つかもしれません。 |